# Tetracloreto de silício
Tetracloreto de silício é um composto inorgânico de fórmula SiCl4. é um líquido incolor e volátil que fumega ao ar. É usado na produção de silício de alta pureza e sílica para aplicações comerciais.

## Preparação
Tetracloreto de silício pode ser preparada a partir de vários compostos de silício, tais como ferro-silício, carbeto de silício, ou misturas de dióxido de silício e carbono. O método do ferro-silício é o mais comum.
Em laboratório, SiCl4 pode ser obtido tratando-se silício com cloro:
Si  +  2 Cl2 → SiCl4
Foi preparado primeiramente por Jöns Jakob Berzelius em 1823.

## Reações

### Hidrólise e reações relacionadas
Como outros clorossilanos, tetracloreto de silício reage imediatamente com água:
SiCl4 + 2 H2O → SiO2 + 4 HCl
Em contrapartida, tetracloreto de carbono não se hidrolisa facilmente. As diferenças nas taxas de hidrólise são atribuídas ao maior raio atômico do átomo de silício, o que permite o ataque ao silício. Nota-se a reação ao expor o líquido ao ar, o vapor produz névoa à medida que reage com a umidade para gerar um aerossol de ácido clorídrico.
Reage com metanol e etanol para dar origem a ortossilicato de tetrametila e ortossilicato de tetraetila:
SiCl4  +  4 ROH   →  Si(OR)4  +  4 HCl

### Cloretos de poli-silício
A altas temperaturas homólogos do tetracloreto de silício podem ser preparados pela reação:
Si + SiCl4 → Si2Cl6
De fato, a cloração do silício é acompanhada pela formação de Si2Cl6. É possível separar da mistura uma série de compostos contendo mais de seis átomos de silício na cadeia por destilação fracionada.

### Reações com outros nucleófilos
Por sua reatividade, tetracloreto de silício é um eletrófilo clássico.  Forma uma variedade de compostos organossilícicos por tratamento com reagentes de Grignard e compostos de organolítio:
4 RLi  +  SiCl4   →   R4Si  +  4 LiCl
Redução por hidretos libera silano.

## Usos
Tetracloreto de silício é usado como intermediário na fabricação de silício de alta pureza, já que tem um ponto de ebulição conveniente para purificação por repetida destilação fracionada. É, então, reduzido a silício pelo hidrogênio (H2). Enormes quantidades de silício muito puro derivado do tetracloreto são usadas na indústria de semicondutores, bem como na produção de células fotovoltaicas. Pode ainda ser hidrolisado a sílica de alta pureza (sílica fundida). Fibras ópticas são fabricadas a partir de tetracloreto de silício de alta pureza. Deve ser livre de hidrogênio e de impurezas como triclorossilano. Fibras ópticas são feitas usando processos como MCVD e OFD, nos quais o tetracloreto de silício é oxidado a sílica por oxigênio puro:
SiCl4 + O2 → SiO2 + 2 Cl2

## Segurança e questões ambientais
Poluição gerada na produção de silício foi reportada na China associada com a demanda crescente por células fotovoltaicas, estimulada por programas de subsídio.